# Museo Municipal Profesor Roselli
El Museo Municipal Profesor Francisco Lucas Rosselli, también conocido como Museo Roselli, es un museo ubicado en la ciudad de Nueva Palmira. Lleva su nombre por su primer director, el profesor Lucas Roselli.
El museo comenzó a funcionar el 2 de octubre de 1984. Cuenta con una colección paleontológica y paleoicnológica; un importante número de piezas arqueológicas, una colección malacológica y geológica; así como también colecciones de historia regional, y materiales de ciencias naturales. La mayoría de las piezas son de origen local, donadas por la comunidad palmirense. De la colección se destacan los nidos fósiles de insectos, descubiertos por Roselli en 1938.

## Las piezas
Dentro de las piezas más significativas se pueden ver: cerámicas indígenas antropomorfa y zoomorfa, nidos fósiles de insectos, esqueleto indígena y puntas de flechas indígenas y variedad de utensilios creados por los aborígenes de esta región.
Todas las colecciones poseen una protección de vidrio y un mobiliario especial para algunas de ellas: vitrinas y repisas de vidrio. Es muy importante el mantenimiento que se hace manteniendo el lugar higiénico. Se incorpora además en el correr del año 2019 un caparazón de Gliptodonte fósil juvenil  (antiguo armadillo gigante) extinguido hace unos 10.000 años. 

## Importancia
Este museo cumple el rol de custodiar los bienes culturales, no sólo conservándolos sino difundiéndolos. Ante todo, debe tenerse en cuenta la comunidad palmirense brinda apoyo.
El museo se vincula con instituciones como la facultad de Ciencias, el Museo Departamental, el Museo Nacional y el Museo de Ciencias Naturales de Buenos Aires (Argentina). 
Recibe más de 3000 visitas al año de instituciones: escuelas locales, departamentales y nacionales, además de las instituciones ya nombradas.
Tiene carácter municipal y por lo tanto cuenta con el apoyo de la alcaldía para su funcionamiento. 

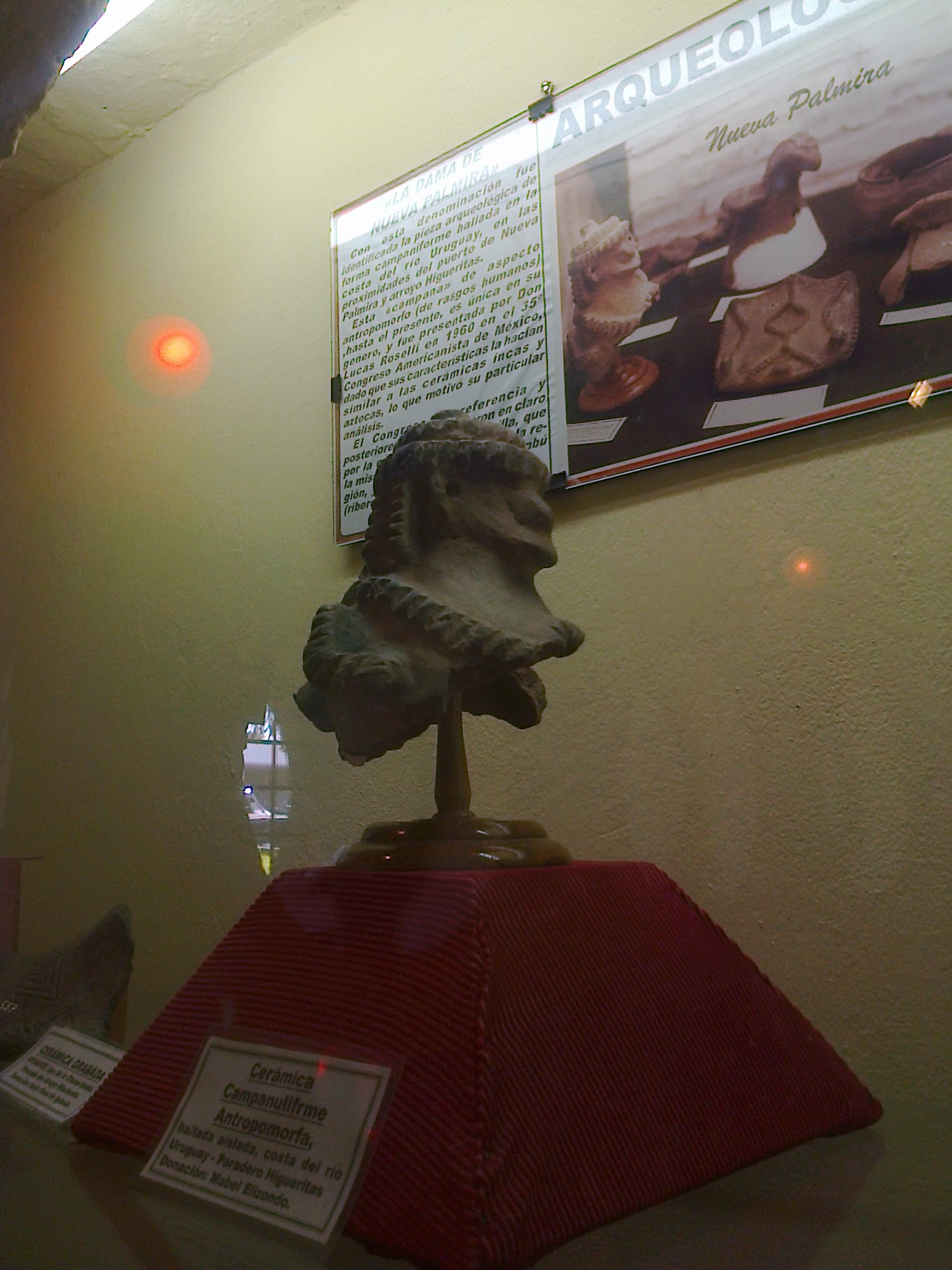
Es una de las piezas indígenas más importantes que posee el museo, la misma es la única que existe de este tipo
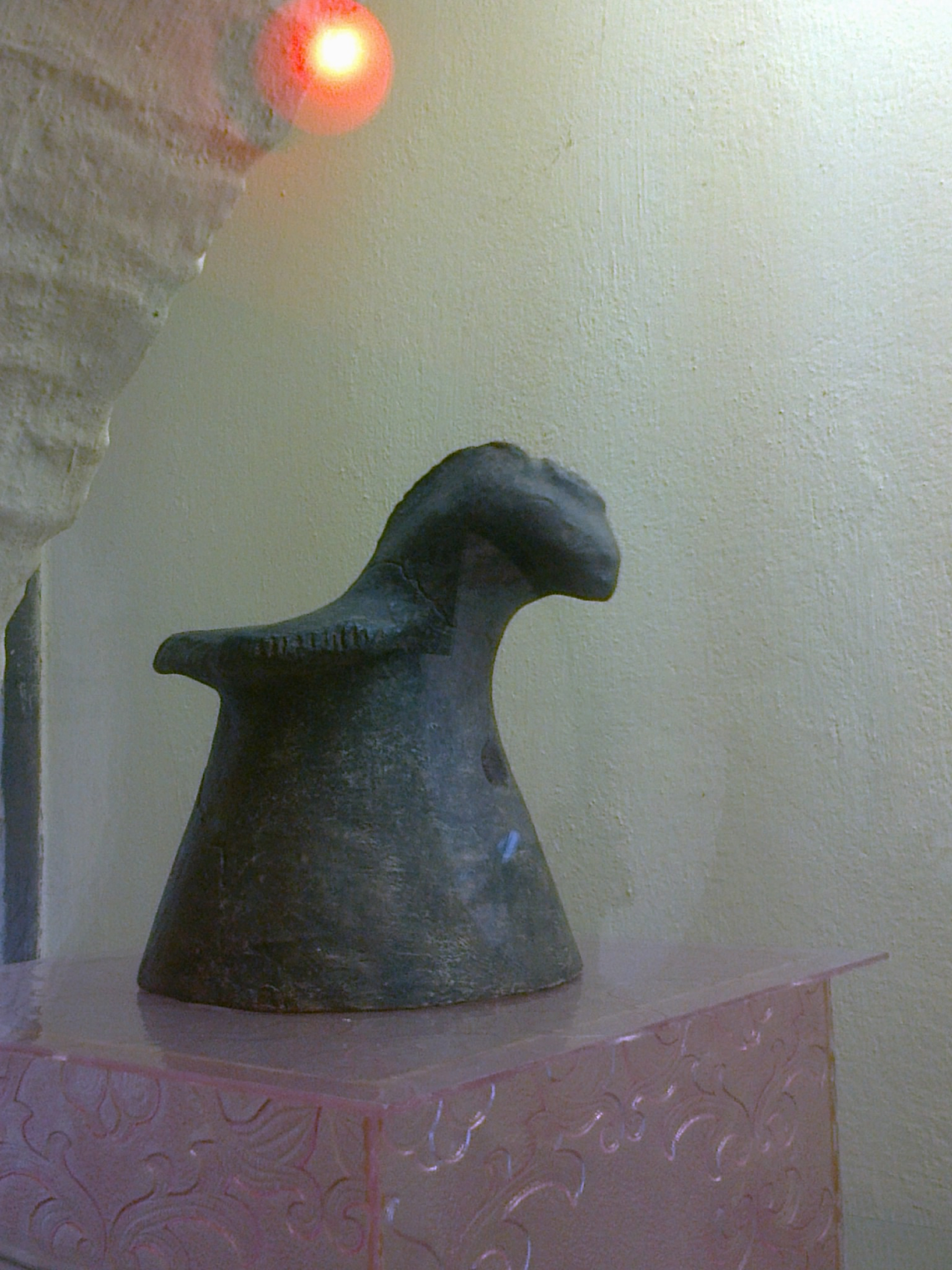
Es una pieza la cual fue creada por los indígenas, la misma se encuentra en el museo Lucas Rosselli
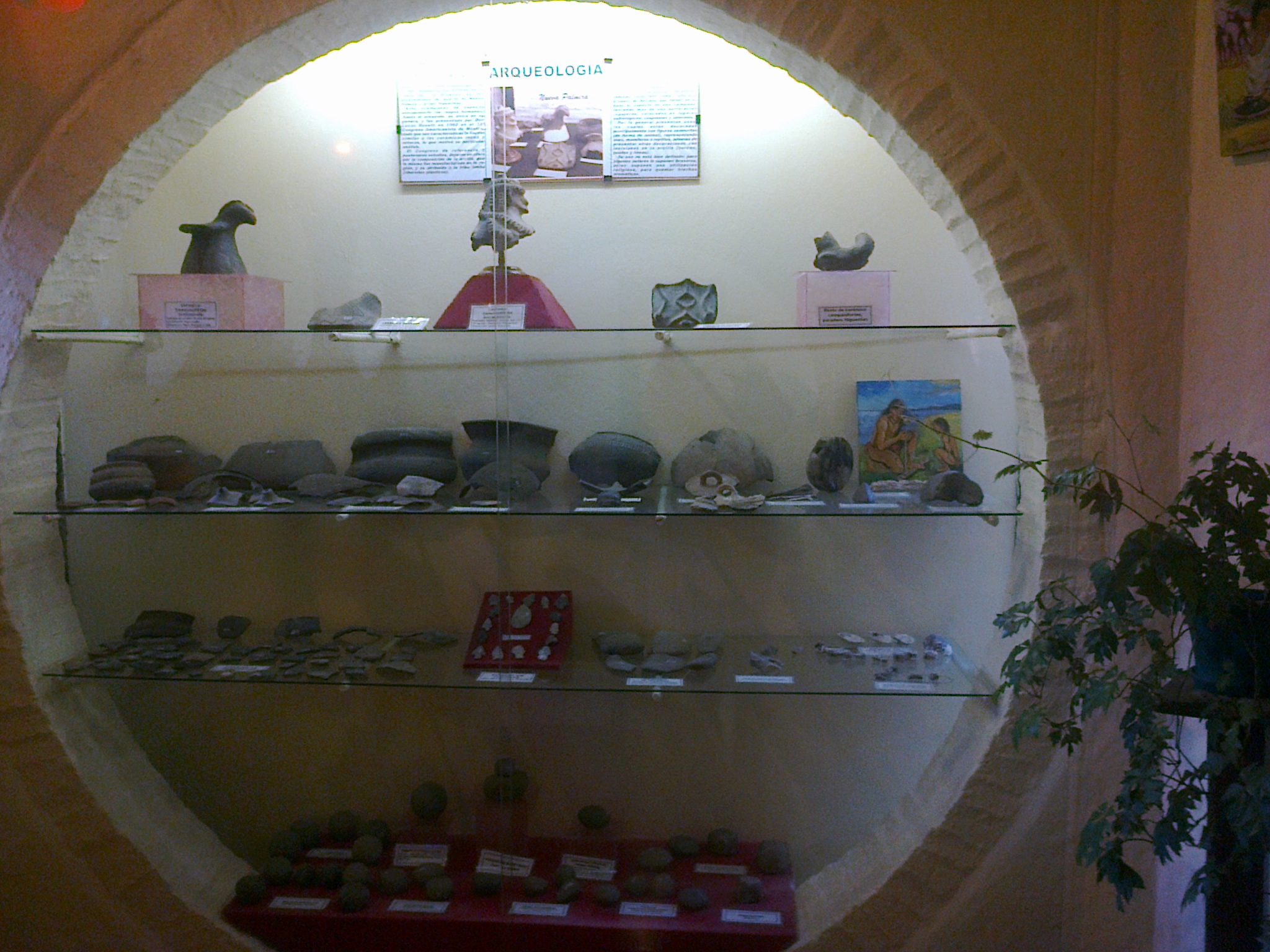
Colección Indígena con piezas únicas.
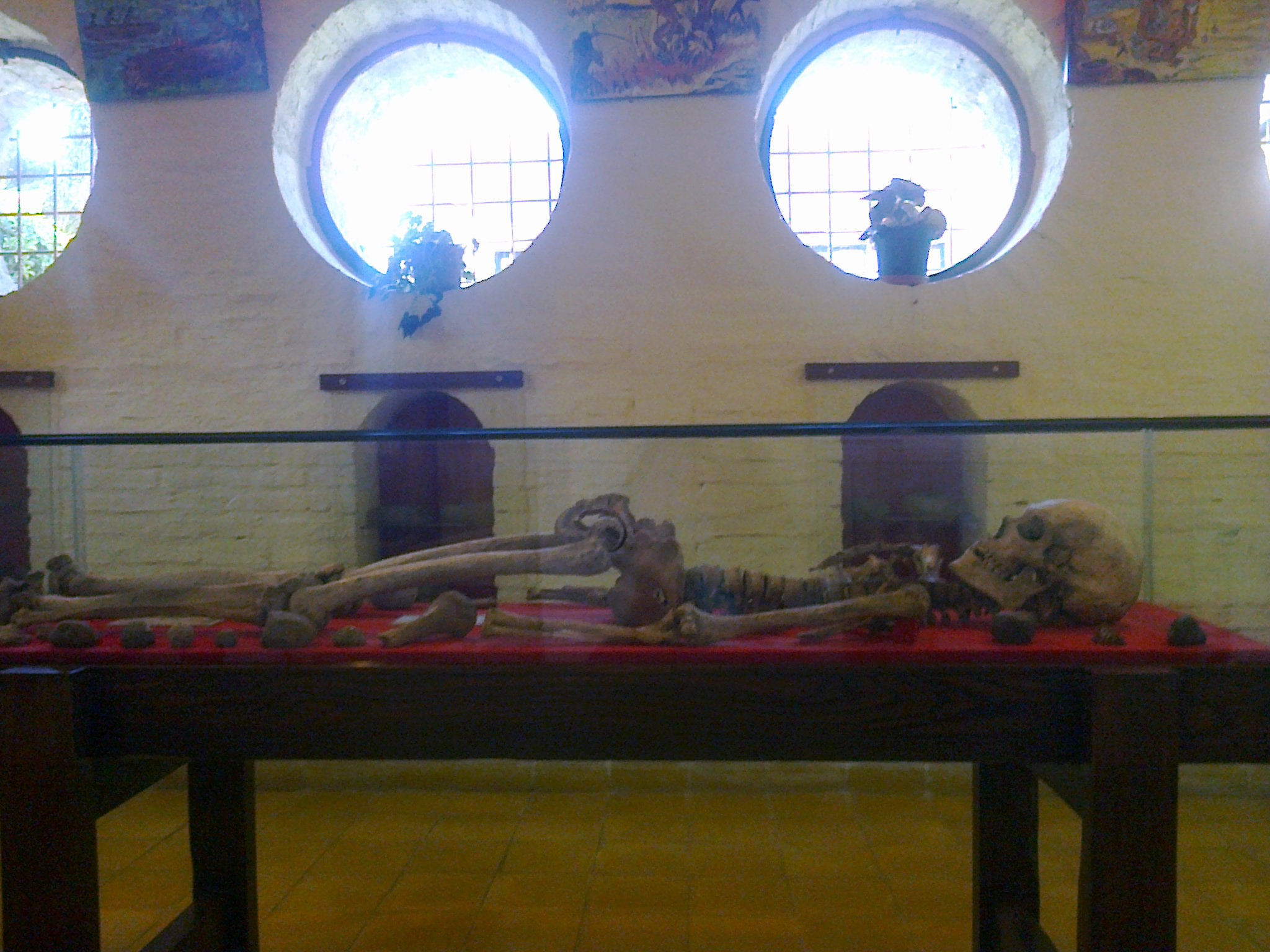
es un esqueleto de un indígena. Se encuentra en el museo Lucas Roselli
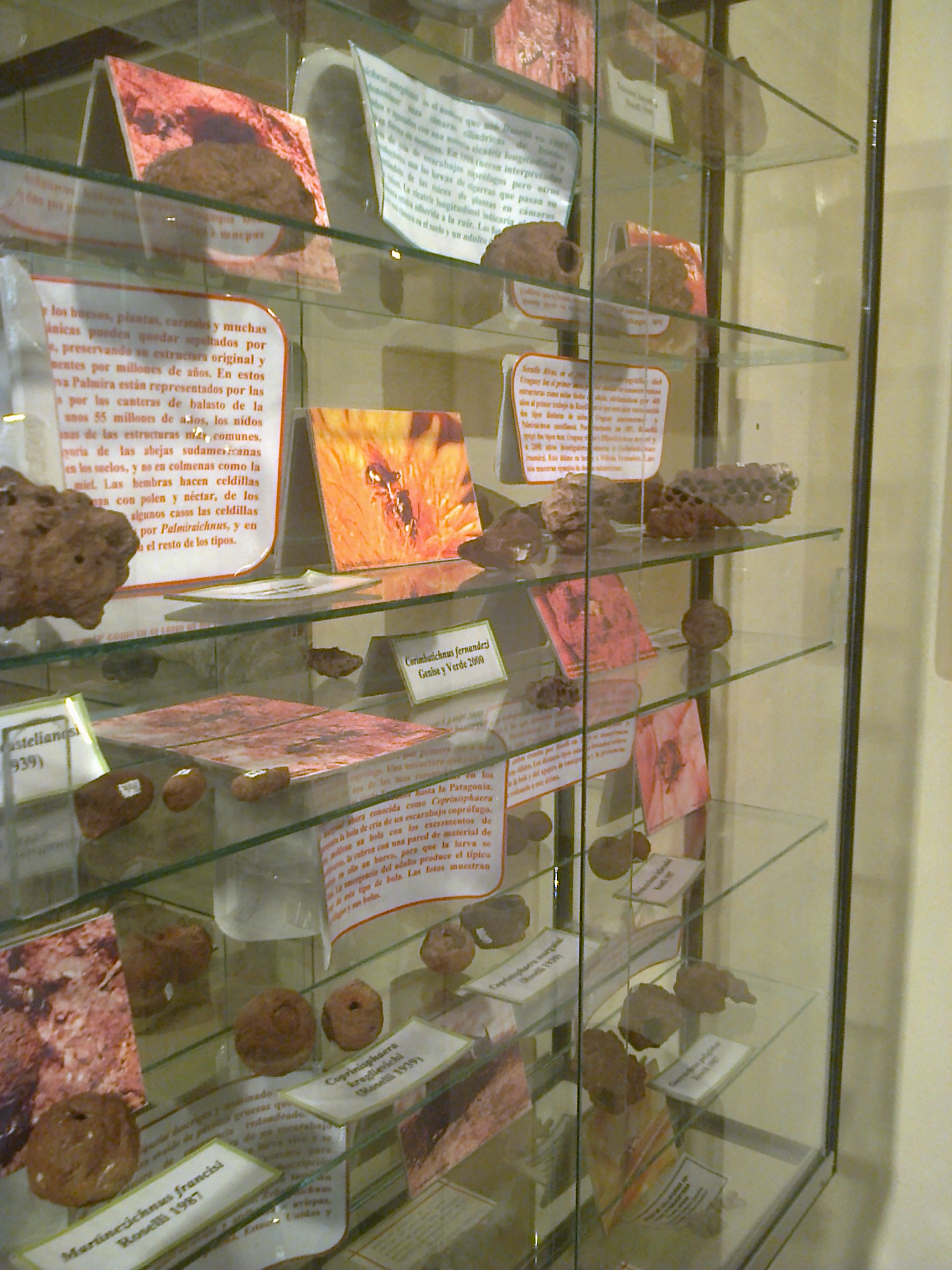
Los Nidos Fósiles se encuentran dentro del Museo. Pertenecen a una gran colección.
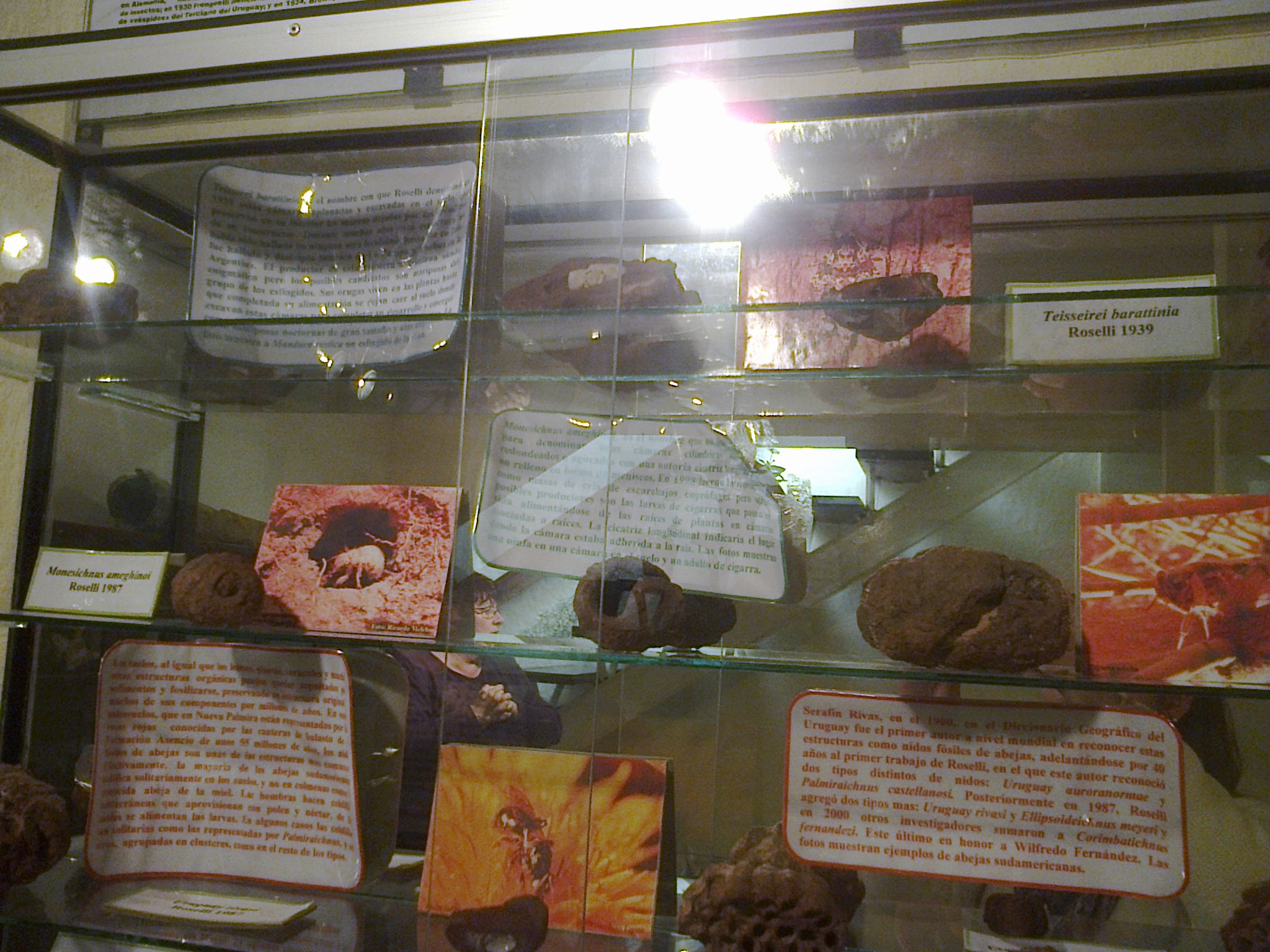
Colección de Nidos Fósiles pertenecientes al museo